# Романовка (Черкасская область)
Рома́новка (укр. Романівка) — село в Тальновском районе Черкасской области Украины.
Расположено на обоих берегах реки Романовка (приток Горного Тикича) в 16 км северо-западнее города Тальное и в 3 км от железнодорожной станции Шалашская. 
Население по переписи 2001 года составляло 1083 человека. Почтовый индекс — 20416. Телефонный код — 4731.

## Местный совет
20416, Черкасская обл., Тальновский р-н, с. Романовка, ул. Шевченко, 2

## История
В XIX веке село Романовка было в составе Мошуровской волости Уманского уезда Киевской губернии. В селе была Успенская церковь.

## Галерея

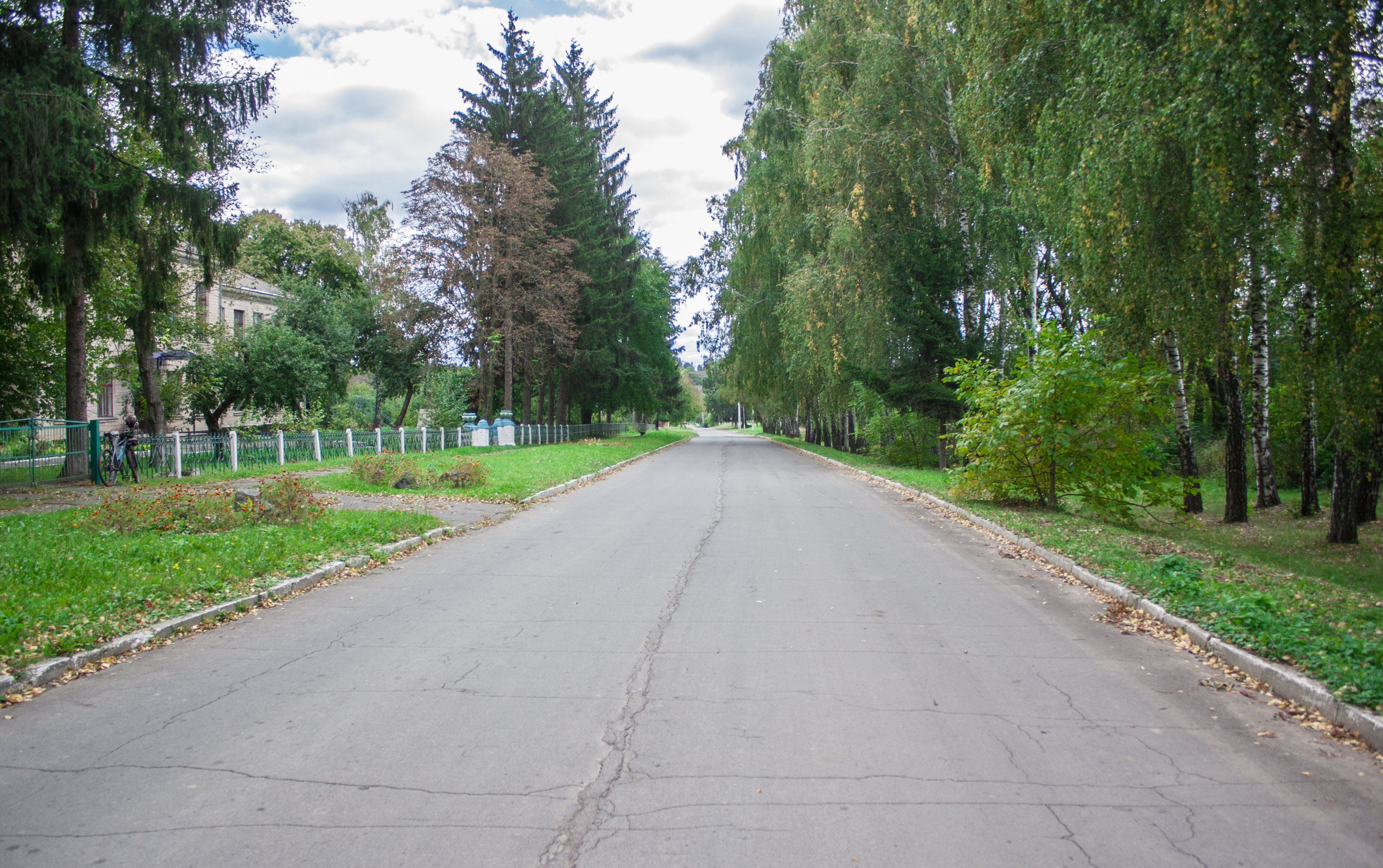
Центральная улица
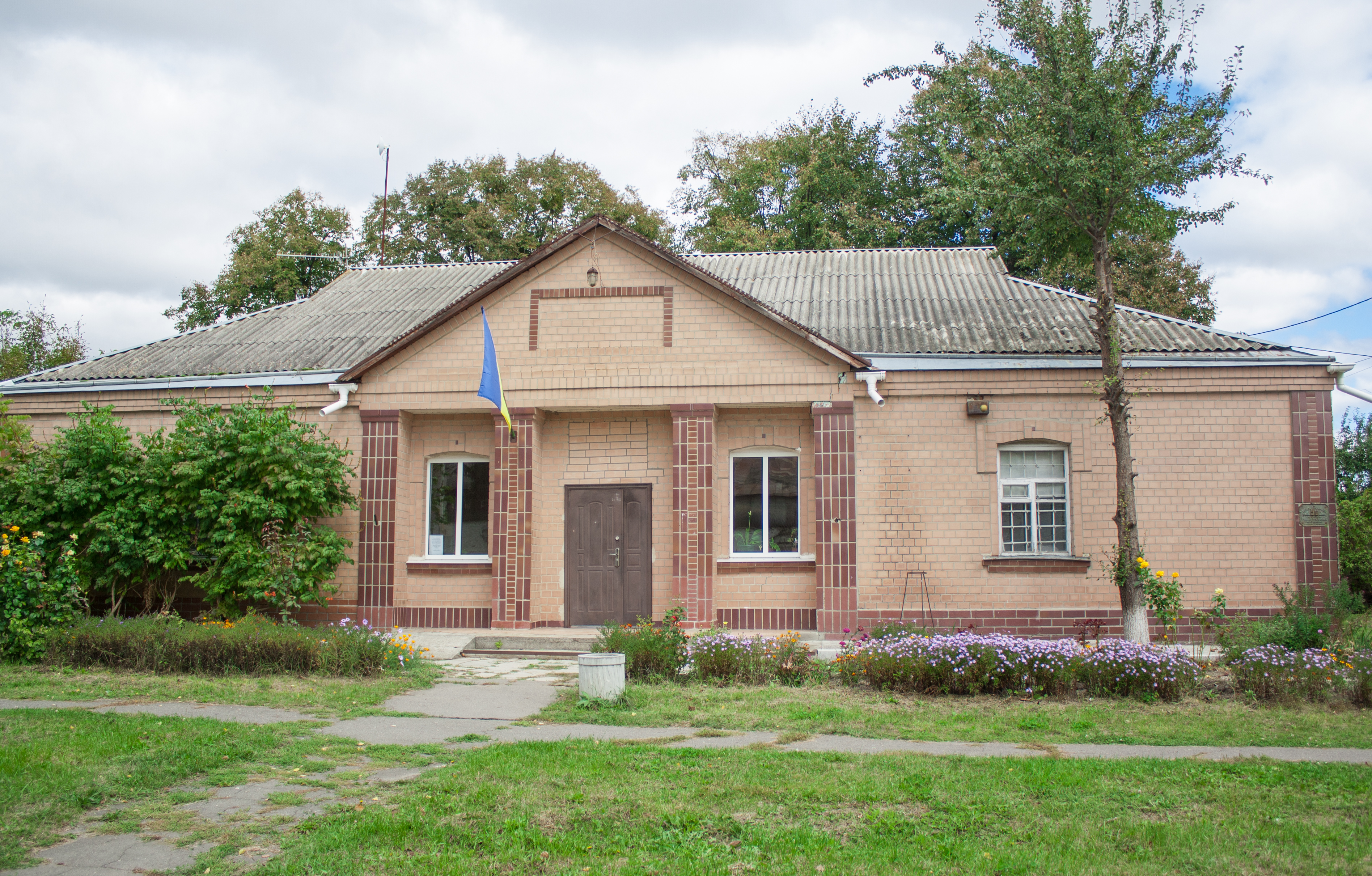
Сельский совет
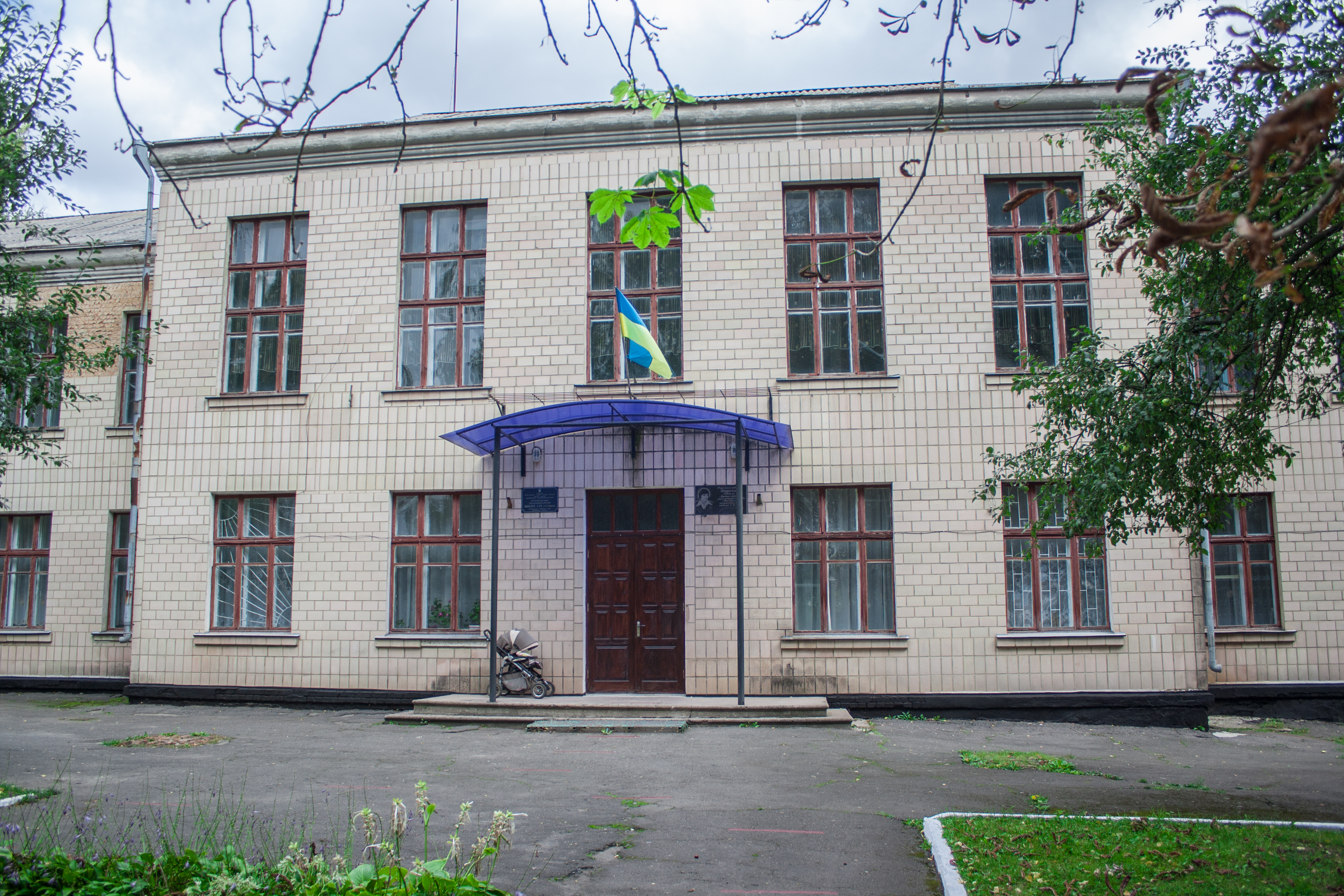
Школа
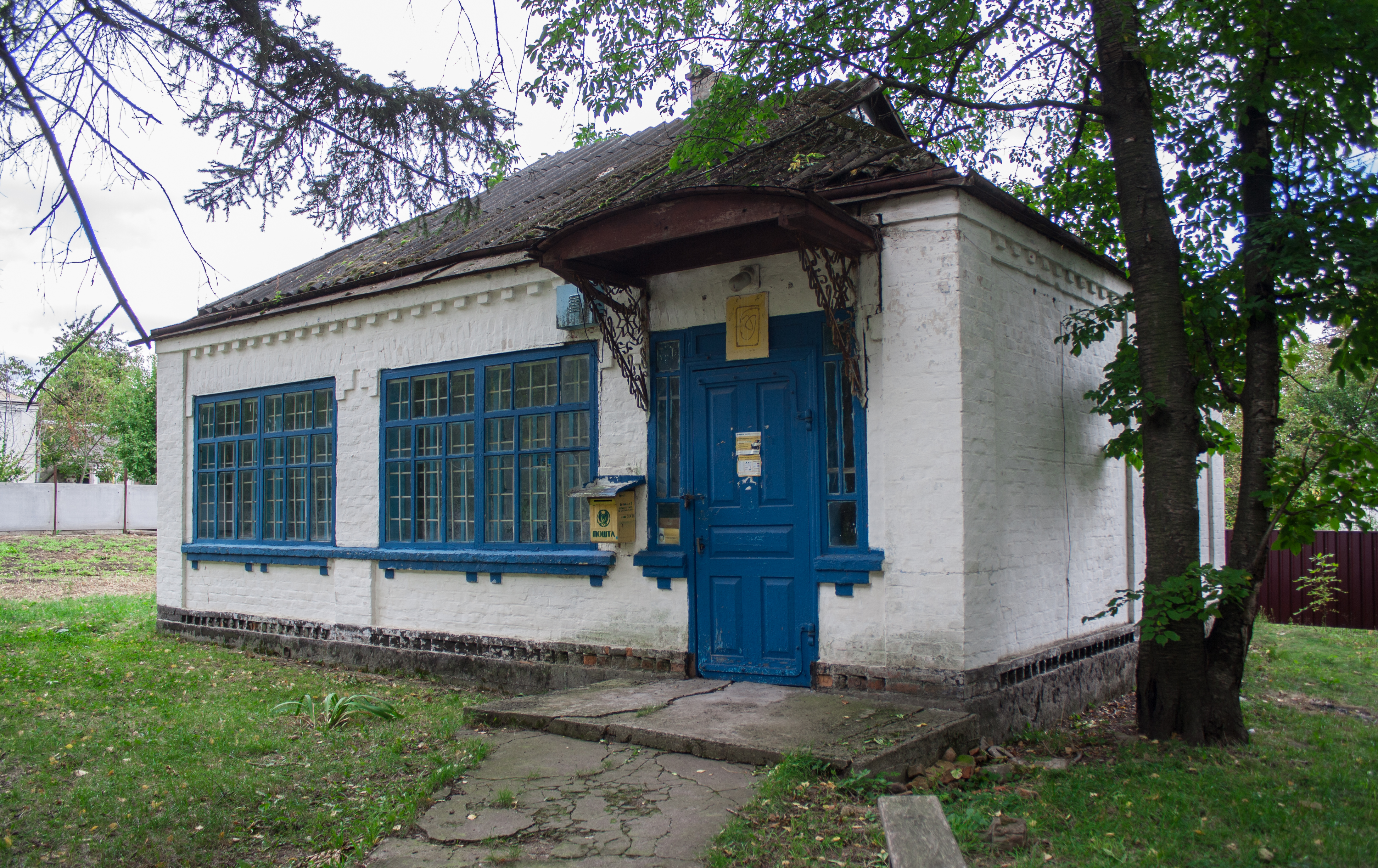
Почта
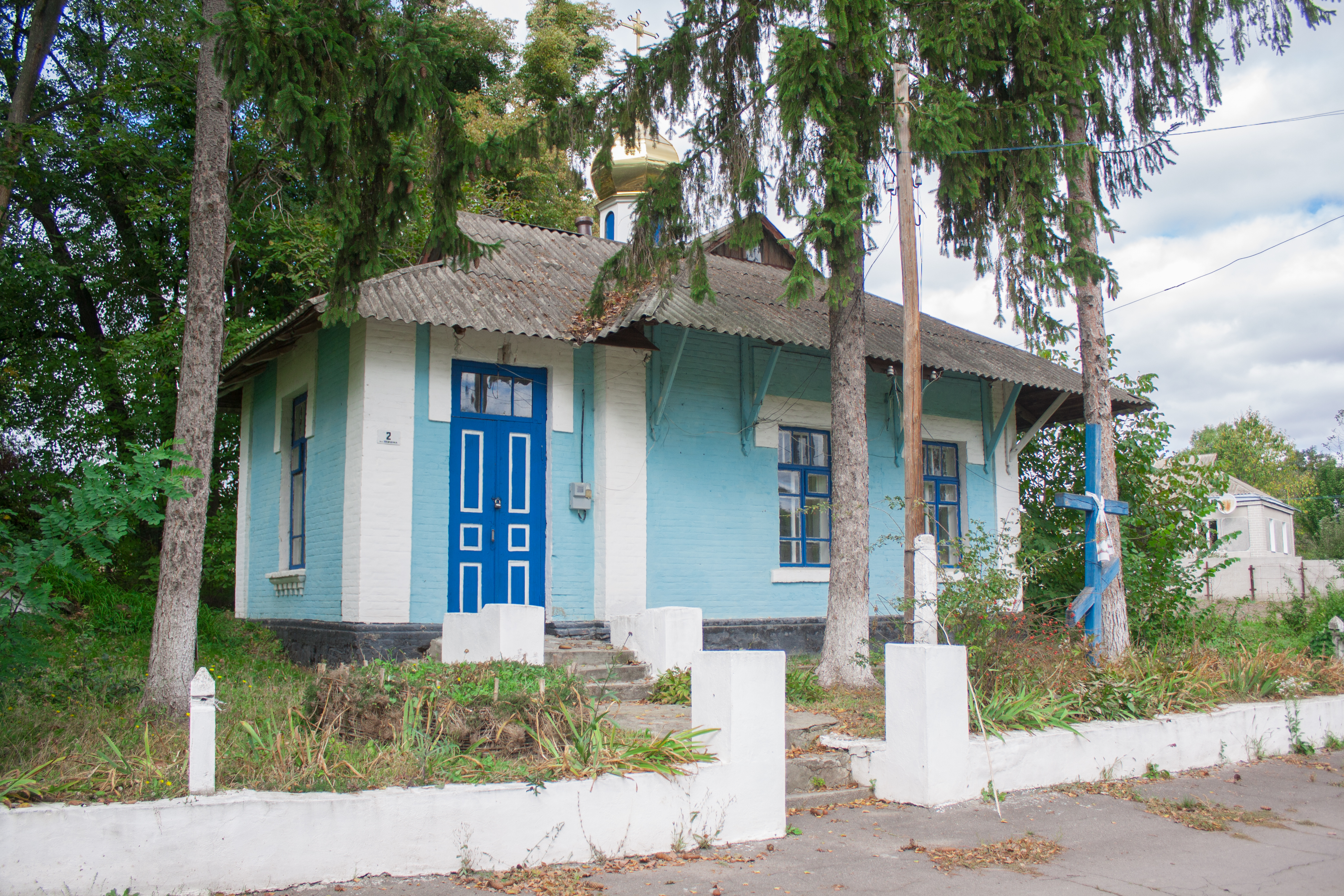
Церковь
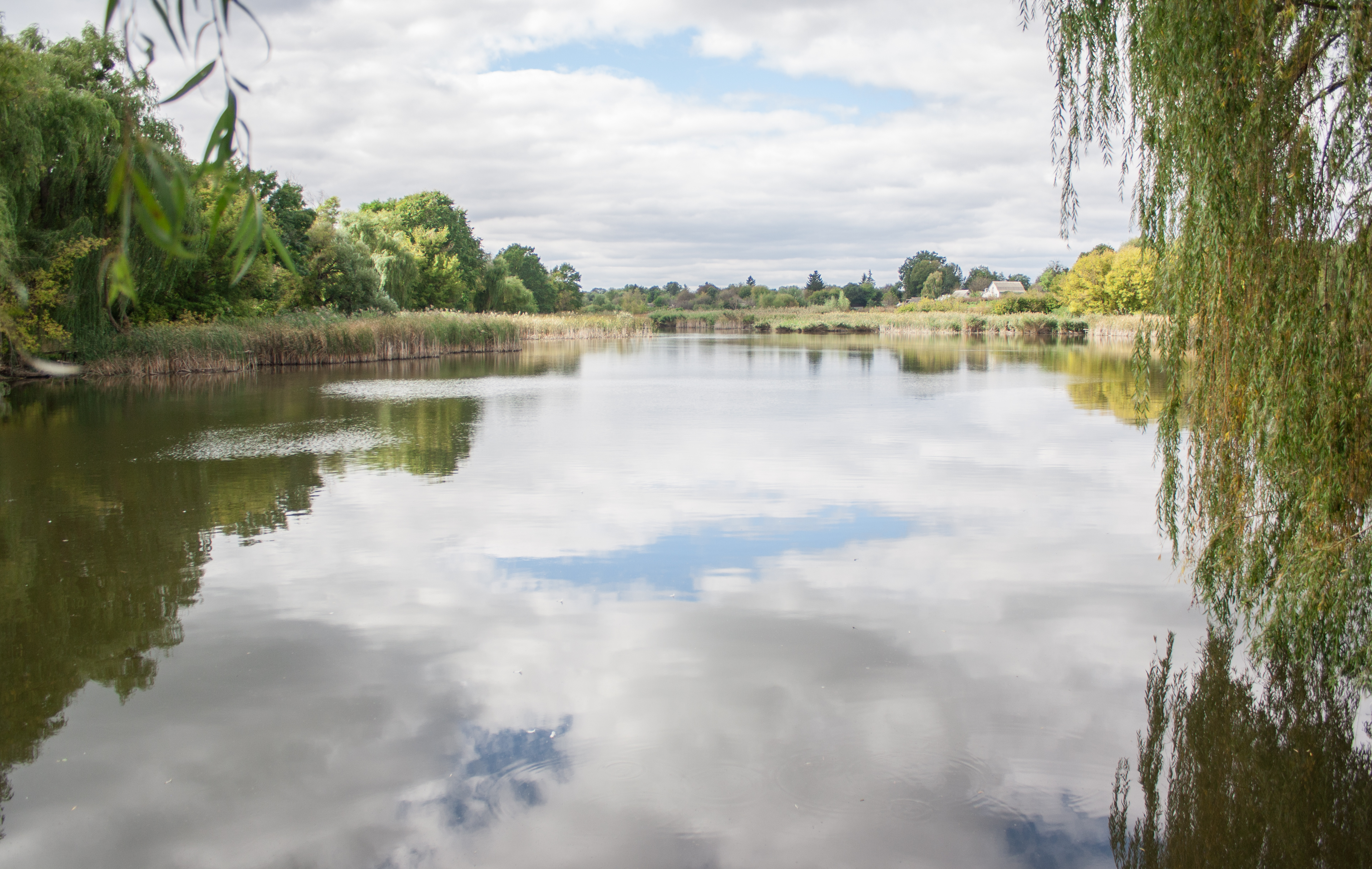
Пруд на реке Романовка
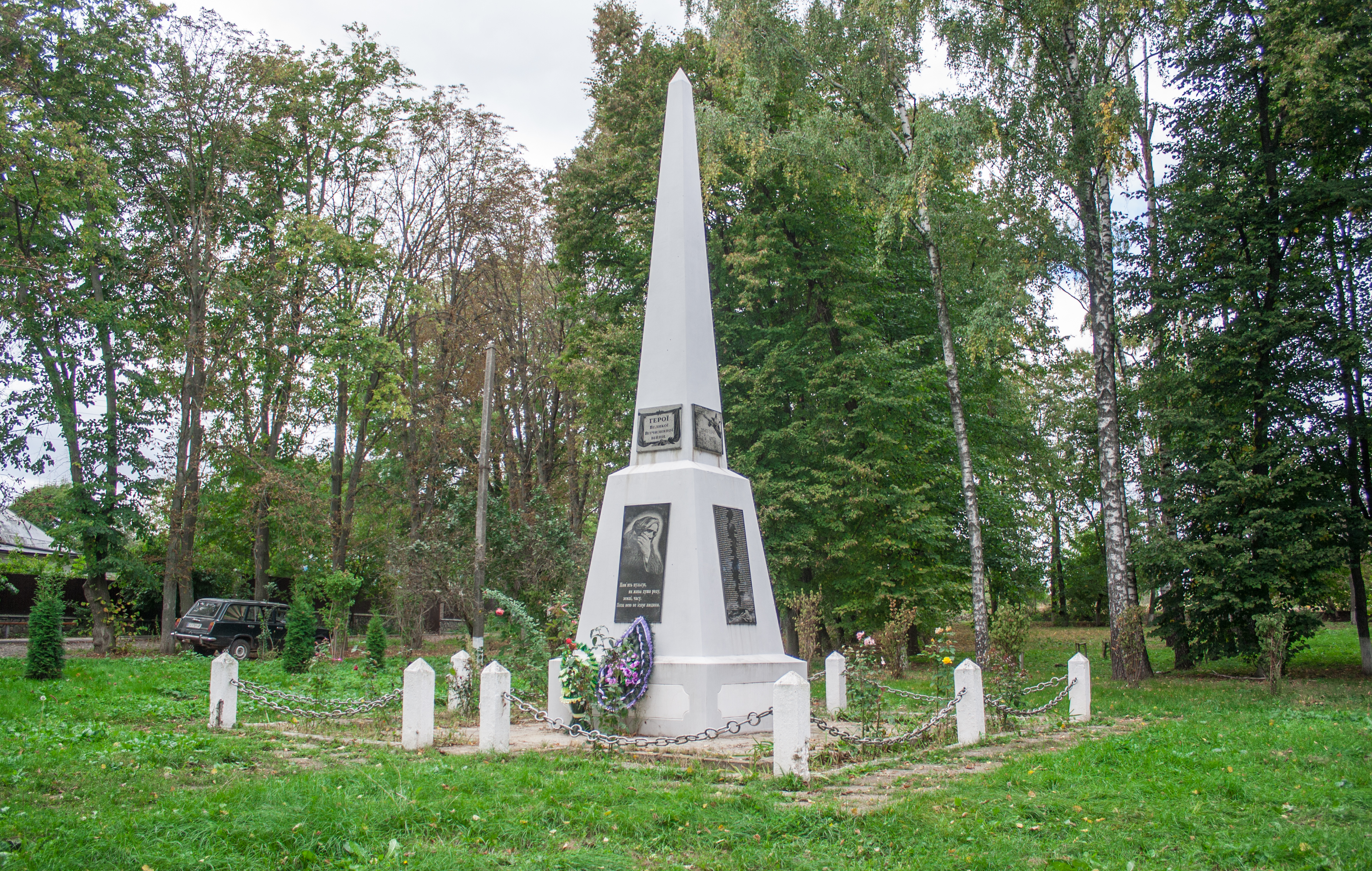
Памятник воинам-односельчанам, погибшим в Великой Отечественной войне
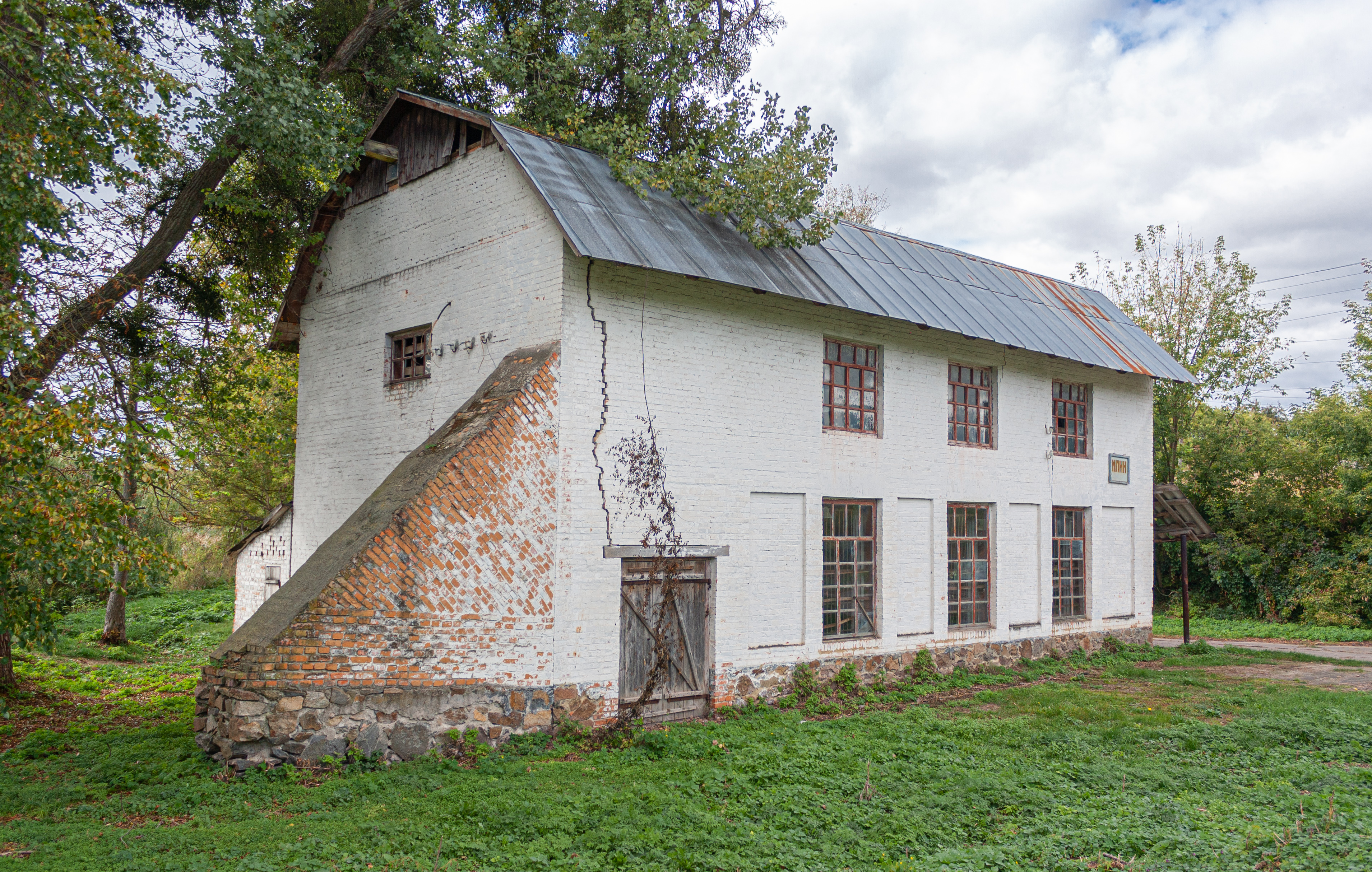
Мельница